# Sternidius wiltii
Sternidius wiltii là một loài bọ cánh cứng trong họ Cerambycidae.